# Desygnat
Desygnat (łac. designatus, 'oznaczony') (rzadko: referent) – każdy konkretny obiekt pasujący (denotowany) do nazwy lub, ściślej, każda rzecz oznaczana przez dany znak, wyraz, wyrażenie lub pojęcie (na przykład desygnatem słowa „pies” jest zwierzę, o którym można zgodnie z prawdą powiedzieć, że jest psem).
Desygnatem nazwy N języka J, przy określonym jej znaczeniu, jest każdy przedmiot P, o którym, zgodnie z prawdą, nazwę N można orzec. 
Zbiór wszystkich desygnatów danej nazwy stanowi jej denotację. Desygnat jest pojęciem stosowanym w logice, językoznawstwie i filozofii.